# 新興宗教

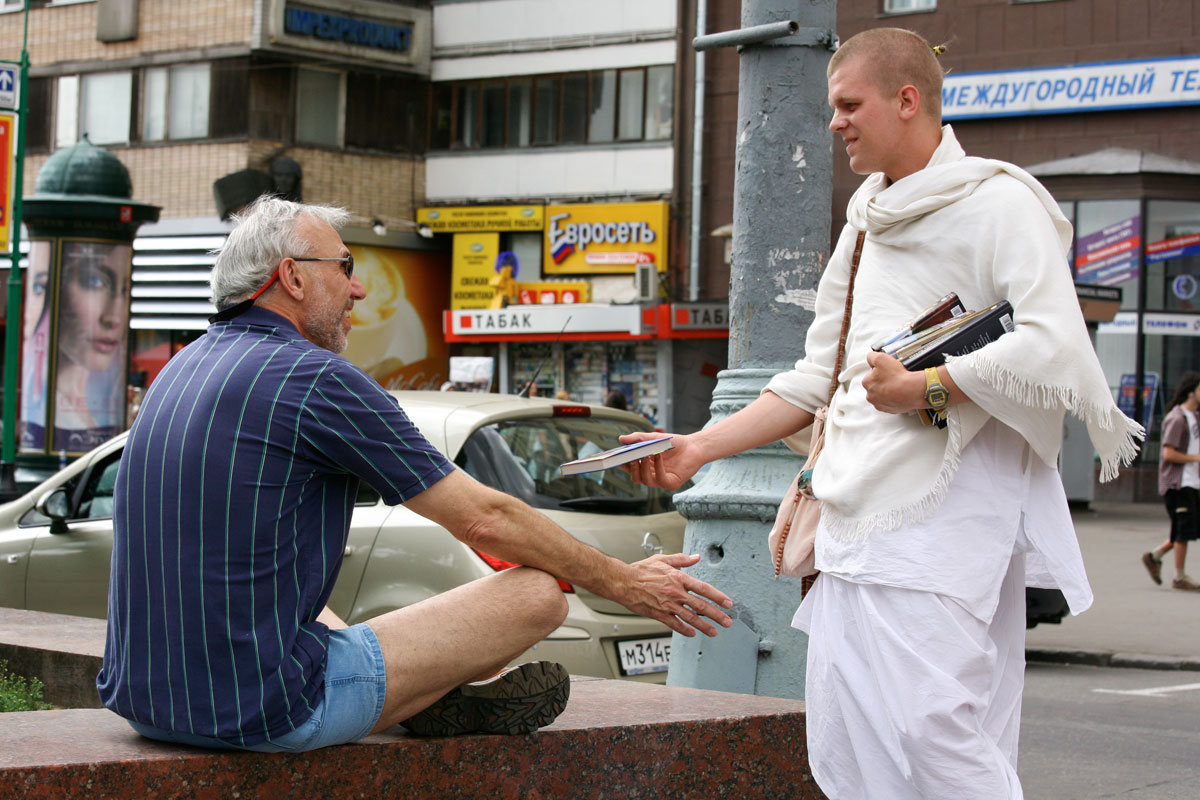
新兴宗教哈瑞奎师那成员在俄罗斯街头传教

新宗教運動（英語：New Religious Movements; NRM），或稱新興宗教或另類靈性（英語：alternative spirituality），是一類宗教或靈性團體，其起源於現代，但與其社會主流宗教文化不盡相關。 它可以是新創的，也可以是更廣泛宗教的一部分，在這種情況下，它們與先前存在的教派不同。一些新興宗教通過採用個人主義來應對現代化世界給他們帶來的挑戰，而其他新興宗教則透過採用緊密結合的集體手段來應對這些挑戰。據學術界估計，現在全球有數以萬計的新興宗教。大多數新興宗教只有少數成員，有些擁有數千名成員，少數則擁有超過一百萬的成員。

## 詞源
新興宗教這一概念最早源自日本，是宗教比較學者為了研究的方便所創立的概括性詞彙。但是在日本，“新興宗教”一詞往往帶有輕蔑意味，1960年以後逐漸使用“新宗教”，1980年代日本宗教界與學術界拋棄了“新興宗教”一詞，改用“新宗教”。在日本，新宗教或新興宗教一般來說是指明治維新之後才出現的宗教教派。
1960年代，西方社會科學家首次使用“新興宗教”來稱呼這些團體。但這個詞被研究者、信徒和反對者視為一個具爭議性的字眼，並質疑其可用性和適當性。有些學者擔心其中的“新”這個詞對某些新興宗教帶來誤導，因為其核心思想可能來自傳統宗教的價值或教義，且部分信徒稱其遵從傳統教義。對於反對者來說，他們認為將“宗教”用來描述他們認知中專制、極權、隱密且陰險，並且施行洗腦傳教的"邪教"，不只扭曲了宗教的定義，也給予這些團體地位和可信度。
由於沒有單一的、具共識的標準來定義“新宗教運動”, 對於在這種情況下應該如何解釋＂新＂一詞仍有爭論。其中一種觀點認為其應該是指稱一種起源較新的宗教，而不是像基督教、猶太教、伊斯蘭教、印度教或佛教這樣的大型、成熟的宗教。另一種觀點則指稱“新”應該意味著宗教的形成較新。一些學者將1950年代或1945年第二次世界大戰結束視為決定性的時間點，而另一些學者則追溯到 19 世紀中葉，如1830年前後開始的後期聖徒運動，或創立於1838年的天理教。
在 1970 年代，對於明確研究新興宗教的領域從宗教學術研究界中發展出來。現在有幾個學術組織和同行評審的期刊專門研究這個主題。宗教研究學者將新宗教運動視為在現代化環境下，由世俗化、全球化、去傳統化（英語：detraditionalization）、碎片化（英語：fragmentation，或譯破碎化、破片化等）、反身性（英語：reflexivity，社會理論術語）和個人主義化過程得到的產物和答案。

## 邪教
邪教一詞在大眾認知中是用來指稱某個奇怪的、甚至是危險的具爭議性團體。對於這些團體通常會假設其有一位全能的領導人對信眾造成過量的影響力，控制其身心靈，使信眾信服和加入，並為了團體做出非道德的行為。近年來，邪教一詞亦常用來指稱某些新宗教或類宗教團體，其吸引了官方政府和大眾媒體的注意力。某些團體如世界和平統一家庭聯合會(統一教)、山達基等，由於反邪教運動的關係，被媒體指為邪教。

## 各國概況

### 台灣（中華民國）
根據中華民國內政部於2021年統計，台灣至少有15個新興宗教組織，其中以一貫道為大宗，約有17000位信眾。台灣的宗教組織積極的參與社會活動，且較少因宗教敵視其他組織，整體環境安定。

### 日本
日本的新興宗教最早能追溯到1838年，由中山美伎創立的天理教。之後於約1900年代，神道十三派自神社神道分離，並獲得政府支持，其中在1898年創立的大本教具有一定影響力。1920年代開始，各家新興宗教蓬勃發展，達到高峰，其中創價學會在日後成為日本最大的新興宗教團體，並創立公明黨，從政治方面傳播其理念。這些新興宗教於1970年代開始發展趨緩。取而代之的是另一群宗教開始快速發展，因其性質與早期的新興宗教不同，日本學者以"新新宗教"來稱呼這些團體，如幸福科學等。
雖然日本施行宗教自由，且大部分新興宗教亦積極參與社會運動，仍有部分組織雖以新興宗教名號活動，卻利用思想控制和個人崇拜來操控信徒，藉此達到商業利益、甚至鼓動信徒作出反社會行為。這些團體引起了宗教界人士和日本政府的關注，某些激進團體也因此被認定為邪教，例如發起東京地鐵沙林毒氣事件的奧姆真理教。

### 南韓
南韓的新興宗教最早可追溯至1860年由崔濟愚創立的東學黨，之後重組成的天道教現在仍在南韓具有一定影響力。在1900年代，朝鮮李氏王朝垮台後，南韓佛教分支出新的派系---圓佛教，直至2000年，一共有近1500萬名信眾，且已成為國際性的宗教，在其他國家亦有分部。近年來，南韓新興宗教林立，其中不乏一些爭議團體，並遭到南韓的主流基督教會認定為邪教，例如爆出教主性侵信徒的攝理教，以及2020年被認為造成南韓COVID-19疫情升溫的新天地教會。

### 美國
1820年代，約瑟‧斯密在美國發起後期聖徒運動，其追隨者創立耶穌基督後期聖徒教會，又被稱為摩爾門教。另外從基督新教中分離出來的福音教派在二戰後快速發展，近年仍是美國基督信仰最大的教派。